# Казански държавен медицински университет
Казански държавен медицински университет (на татарски: Казан дәүләт медицина университеты (КДМУ), на руски: Казанский государственный медицинский университет (КГМУ)) е държавен университет, висше училище по медицина в град Казан, република Татарстан, Русия. Ректор на университета е Алексей Станиславович Созинов (от 2009 г.).

## История
Датата на създаване на университета се счита 14 май 1814 г., когато се провежда първото заседание на съвета на медицинския отдел на Императорския Казански университет. С постановление на Съвета на народните комисари на РСФСР от 5 ноември 1930 г. № 132 учебното заведение получава статут на независима институция с медицински и санитарно–хигиенни факултети. На 24 април 1994 г. получава статут на университет.

## Факултети
Факултети на университета, по дата на основаване:
- Педиатричен факултет (от 1932 г.)
- Стоматологичен факултет (от 1956 г.)
- Фармацевтичен факултет (от 1975 г.)
- Факултет за следдипломно образование (от 1993 г.)
- Факултет по социална работа (от 1991 г.)
- Факултет по управление и висше образование за медицинска сестра (от 1994 г.)
- Факултет за работа с чуждестранни студенти (от 2014 г.)
- Биомедицински факултет (от 2014 г.)